# Lessy
Lessy là một xã trong vùng hành chính Lothringen, thuộc tỉnh Moselle, quận Metz-Campagne, tổng Ars-sur-Moselle. Tọa độ địa lý của xã là 49° 07' vĩ độ bắc, 06° 05' kinh độ đông. Lessy nằm trên độ cao trung bình là 249 mét trên mực nước biển, có điểm thấp nhất là 183 mét và điểm cao nhất là 344 mét. Xã có diện tích 2,85 km² km², dân số vào thời điểm 2004 là 861 người; mật độ dân số là 307,5 người/km².

## Thông tin nhân khẩu
| 1962 | 1968 | 1975 | 1982 | 1990 | 1999 | 2005 |
| ---- | ---- | ---- | ---- | ---- | ---- | ---- |
| 506  | 585  | 709  | 728  | 763  | 856  | 960  |